# تمام وجودم (پسر آه پسر)
«تمام وجودم (پسر آه پسر)» (به انگلیسی: All of Me (Boy Oh Boy)) ترانه‌ای از سابرینا سالرنو و یکی از قطعه‌های آلبوم سوپر سابرینا است که در سال ۱۹۸۸ منتشر شد.
پس از موفقیت دو تک‌آهنگ «پسرها» و «دختر داغ»، «تمام وجودم» سومین ترانهٔ سابرینا بود که در کشورهای اروپایی با استقبال مواجه شد. این ترانه را تیم ۳ نفرهٔ استاک ایتکن واترمن برای سابرینا نوشتند. با توجه به موفقیت فراگیر قطعهٔ «پسرها» در سال ۱۹۸۷، آن‌ها در ترانه‌سرایی و آهنگ‌سازی «تمام وجودم (پسر آه پسر)» سعی کردند از ساختار آن ترانه پیروی کنند.

## موقعیت در جدول‌های فروش
| چارت موسیقی (۱۹۸۸)                     | بالاترین جایگاه |
| -------------------------------------- | --------------- |
| سندیکای ملی انتشارات صوتی‌تصویری فرانسه | ۱۵              |
| جدول کنترل رسانه آلمان                 | ۱۶              |
| فدراسیون صنعت موسیقی ایتالیا           | ۱۲              |
| جدول موسیقی سوئیس                      | ۱۲              |
| ۱۰۰ تک‌آهنگ برتر هلند                   | ۹۰              |
| جدول تک‌آهنگ‌های بریتانیا                | ۲۵              |
| ۱۰۰ تک‌آهنگ داغ اروپایی                 | ۲۴              |